# Villa candidata
Villa candidata är en tvåvingeart som beskrevs av Mario Bezzi 1924. Villa candidata ingår i släktet Villa och familjen svävflugor.
Artens utbredningsområde är Sierra Leone. Inga underarter finns listade i Catalogue of Life.